# مايكل سنير
مايكل سنير (بالإنجليزية: Michael Snaer)‏ مواليد 21 يونيو 1990، هو لاعب كرة سلة أمريكي. بدأ مسيرته الاحترافية في سنة 2013. يبلغ طوله 6 قدم 5 بوصة (2.0 م). لعب مع نيو باسكت برينديزي وكاربوش سوكولي.

## روابط خارجية
- مايكل سنير على موقع سبورتس رفرنس (الإنجليزية)
- مايكل سنير على موقع كرة السلة الأوروبية.كوم (الإنجليزية)
- مايكل سنير على موقع كلية كرة السلة في سبورتس رفرنس.كوم (الإنجليزية)
- مايكل سنير على موقع ريلجم (الإنجليزية)
- مايكل سنير على موقع بروبوليرز (الإنجليزية)
- مايكل سنير على موقع سبورتس رفرنس (الإنجليزية)